# 林鼎智
林鼎智（Royden Lam Ting Chi，1975年9月8日—），香港飛鏢選手。剛在PDC ASIAN TOUR韓國站Tour1和日本站Tour1奪得冠軍

## 電視節目（TVB）
- 2023年：《歡樂滿東華2023》[1]